# Sânul lui Avraam

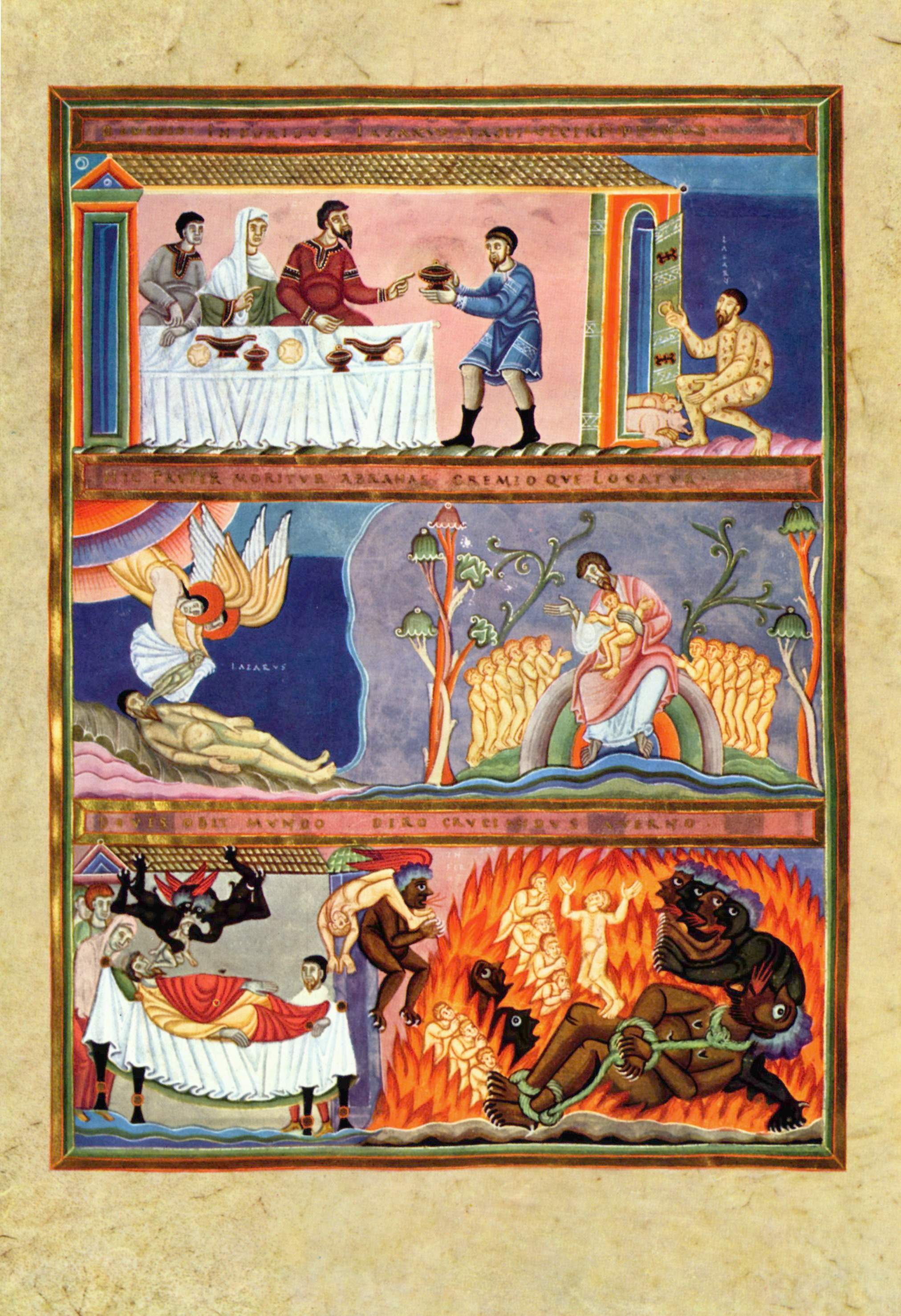
Prezentarea bogatului și a lui Lazăr în "Codex aureus Epternacensis"
(Muzeul Național German)

Sânul lui Avraam este o zicală care se referă la cineva care se află într-un loc unde îi merge bine. Această expresie își are originea în religia iudaică.

## Iudaism
În texte evreiești din perioada dintre Vechiul Testament și Noul Testament, sânul este închipuit ca un loc fericit lângă Avraam, loc care se află în Împărăția lui Dumnezeu.
- Preisigke Documente grecești din Egipt 2034:11[1]
- 4 Macabei 13:17
- Apocalipsa lui Țefania 9:2
- Kiddushin 72b
- Geneză Rabba 67

## Creștinism
În parabola bogatului și a lui Lazăr (Evanghelia după Luca, Capitolul 16) ea se referă la săracul Lazăr, care a ajuns în Sânul lui Avraam, după a trăit pe pământ în sărăcie, iar bogatul la ușa căruia a cerșit Lazăr a ajuns în infern. Parabola nu menționează "paradis."